# Dilemme (nouvelle)
Pour le terme de logique, voir Dilemme.
Dilemme (titre original : Dilemma) est une nouvelle de science-fiction écrite par Connie Willis et publiée  en 1989. Cette nouvelle fait partie de l'anthologie Les Fils de Fondation présentée par Martin H. Greenberg. Elle met en scène Isaac Asimov dénouant une intrigue concernant des robots amoureux.

## Résumé
Une délégation de robots se rend chez le Dr Isaac Asimov afin de lui demander d'abroger la première des trois lois de la robotique ou du moins de la modifier. Face à cette demande et aux réactions bizarres de sa secrétaire tendant à ce qu'Asimov ne puisse pas rencontrer les robots, Asimov devra user de toute son intelligence pour dénouer les fils de cette intrigue.
Le lecteur apprendra au deuxième tiers de la nouvelle que la secrétaire d'Asimov est en réalité un robot-secrétaire et qu'elle s'appelle Susan (à l'instar de Susan Calvin).
Asimov découvrira que l'étrange demande des robots est due au fait que l'un d'eux est secrètement amoureux de sa secrétaire-robot Susan.